# Hayfield (Anglia)
Hayfield – wieś w Anglii, w hrabstwie Derbyshire, w dystrykcie High Peak. Leży 60 km na północny zachód od miasta Derby i 242 km na północny zachód od Londynu.